# Йоанис Фармакис
Йоанис (Янис) Фармакис (на гръцки: Ιωάννης Φαρμάκης) е гръцки революционер, участник в Гръцката война за независимост, герой от първия, Дунавски етап на революцията.

## Биография
Фармакис е роден в 1772 година в кожанското гръцко-влашко село Влашка Блаца, тогава в Османската империя. Участва във въстанието на поп Евтимиос Влахавас в 1808 година и след поражението му емигрира в Русия. В 1817 година в Москва Фармакис е посветен в тайното общество Филики Етерия от етериста Анагностарас. Преди смъртта си в юли 1818 г., старшият от тримата основатели на обществото Николаос Скуфас включва Фармакис в числото на Дванадесетте апостоли под №7, като му са зачислени Тракия и Македония. След това благодарение на усилията на етериста Левентис, служител в руското послство в Букурещ, Георгакис Олимпиос и Фармакис възглавяват гарнизона на господаря на Влахия Йоан Караджа. При началото на военните действия на етеристите в княжествата Олимпиос и Фармакис влизат в Букурещ на 16 май 1821 г. и ликвидират управлението на града. След нахлуването на османските войски в княжествата със съгласието на Русия на 1 май и поражението на етеристите при Драгашани. Фармакис и Олимпиос, начело на 350 бойци, се опитват през Молдова да се прехвърлят в Руска Бесарабия. Обкръжени от големи турски сили в манастира Секку, през септември 1821 г. въстаниците оказват многодневна съпротива и след 14-дневна отбрана на 23 септември 1821 г. Фармакис и мнозинството от защитниците на манастира се предават при турски и австрийски гаранции. Олимпиос и 11 бойци се барикадират в камбанарията и, когато турците нахлуват в манастирския двор си започват да се опитват да проникнат в камбанарията, се взривяват. Всички предали се са изклани. Фармакис е отведен в Цариград, където след мъчения е публично обезглавен.
Олимпиос и Фармакис са възпети в гръцкия фолклор, като текстът на повечето песни е запазен от френския историк и филолог Клод Фориел (1772-1844) в сборника му с гръцки песни Discours Preliminaire (1824-1825).